# توم والس
توم والس (بالإنجليزية: Tom Walls)‏ (و. 1883 – 1949 م) هو مدرب الخيول، وممثل مسرحي، وممثل أفلام، ومنتج أفلام، ومخرج أفلام، وكاتب سيناريو من المملكة المتحدة، والمملكة المتحدة لبريطانيا العظمى وأيرلندا، توفي عن عمر يناهز 66 عاماً.

## وصلات خارجية
- توم والس على موقع IMDb (الإنجليزية)
- توم والس على موقع ألو سيني (الفرنسية)
- توم والس على موقع أول موفي (الإنجليزية)
- توم والس على موقع قاعدة بيانات الأفلام السويدية (السويدية)
- توم والس على موقع كينوبويسك (الروسية)